# アジム・スラーニ
アジム・スラーニ（Azim Surani、1945年 - ）は、イギリスの生物学者。ケンブリッジ大学教授。主な業績はゲノムインプリンティングの発見。

## 経歴
ケニア・キスム生まれのインド系イギリス人。ストラスクライド大学から生物学のMScを取得し、パリのINSERMにし所属した後、1972年にケンブリッジ大学に移籍し、ロバート・エドワーズの下で1975年にPh.D.を取得した。1991年から現職。1990年に王立協会フェローに選出。

## 主な受賞歴
- 2006年 - ローゼンスティール賞
- 2010年 - ロイヤル・メダル
- 2018年 - ガードナー国際賞
- 2022年 - メンデル・メダル
- 2024年 - クラリベイト引用栄誉賞
- 2025年 - 京都賞基礎科学部門

## 参照
- Azim Surani